# Gedenkstein des Bischofs Bernward

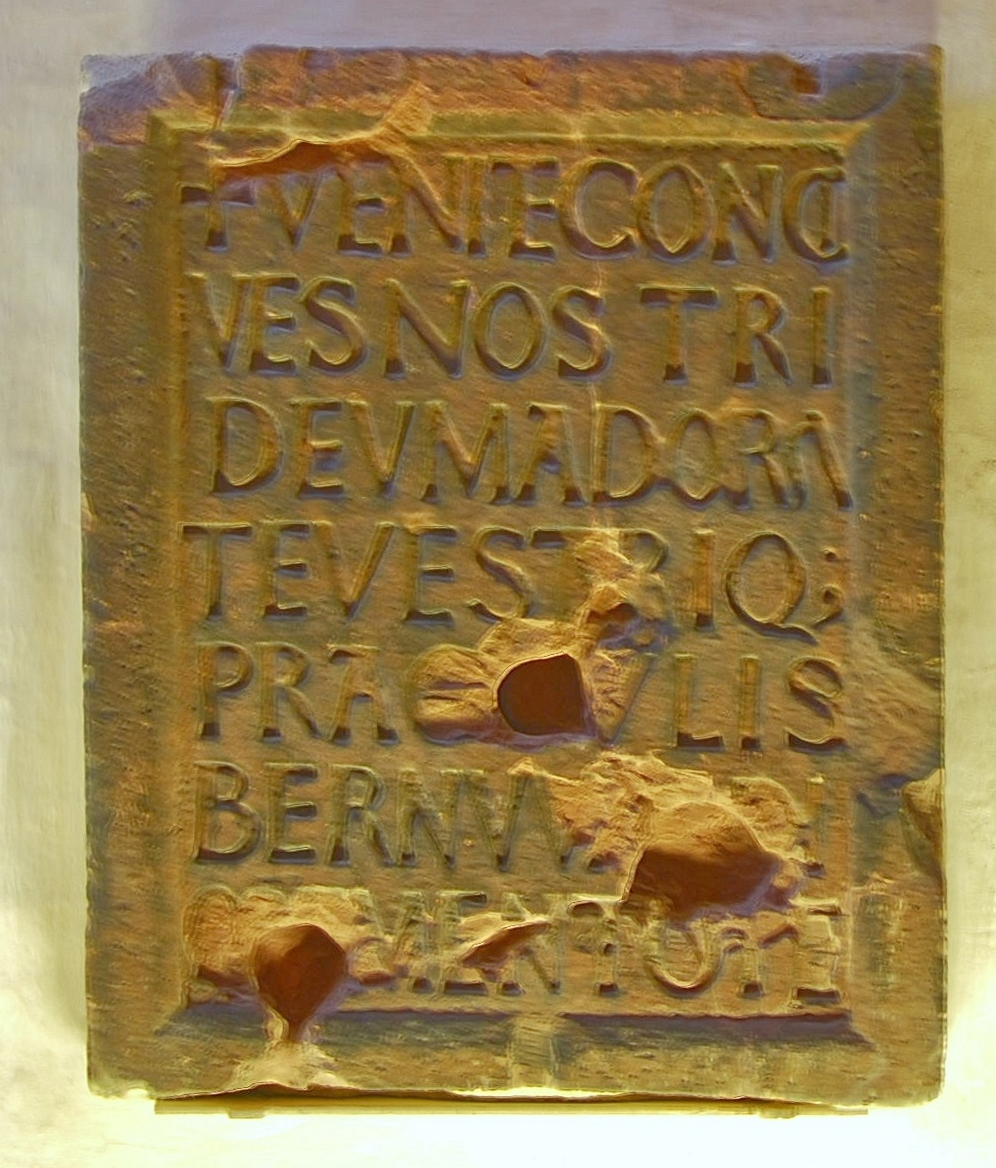
Gedenkstein Bernwards in St. Michael, Hildesheim

Der Gedenkstein des Bischofs Bernward in der Michaeliskirche in Hildesheim ist eine Gedenktafel Bernwards von Hildesheim aus rötlichem Sandstein mit einer lateinischen Inschrift. Er wird in das 2. Jahrzehnt des 11. Jahrhunderts datiert.

## Anbringung
Der ursprüngliche Platz der Tafel ist unbekannt. Für das 18. Jahrhundert ist bezeugt, dass sie sich an der Außenseite des Westchors, der Grabanlage Bernwards, befand; diesen Platz hatte sie bis zur Zerstörung der Kirche im Zweiten Weltkrieg. Beim Wiederaufbau nach 1945 wurde die Tafel im Inneren der Kirche an der Südwand des Ostquerhauses angebracht. 

## Beschreibung
Die rechteckige Steinplatte ist 1,07 m hoch und 89 cm breit. Ein erhöhter Rahmen umgibt das Schriftfeld. Der Text in lateinischen Großbuchstaben ist in sieben Zeilen zu je neun Buchstaben aufgeteilt ohne Rücksicht auf die Worteinheiten und ohne Trennung zwischen ihnen. Vorausgestellt ist ein Kreuz. Die Eintiefungen der Buchstabenlinien sind im Querschnitt rechteckig, nicht spitz. Sie waren vielleicht ursprünglich farbig ausgefüllt.
Die Inschrift, durch Kriegseinwirkungen stellenweise beschädigt, aber zuverlässig dokumentiert, lautet:
| † VENITE CONCI VES NOSTRI DEVM ADORA TE VESTRIQ; PRAESVLIS BERNWARDI MEMENTOTE | „Kommt, unsere Mitbürger, betet Gott an, und eures Vorstehers Bernward gedenkt!“ |

## Deutung
Für die Deutung stellt sich die Frage, wer hier spricht. Traditionell wird Bernward selbst als Subjekt der Aufforderung angenommen. Er redet die Umwohner als „unsere Mitbürger“ an und ruft sie auf, in seine von ihm selbst erbaute Grabeskirche zu kommen, Gott dort anzubeten und seiner, ihres verstorbenen Bischofs, zu gedenken. Neuerdings wurde vorgeschlagen, im Kontext der Engelskirche und der Engelschorschranken die Engel als Auffordernde zu verstehen, deren „Mitbürger“ die Menschen in der Kirche seien. Weitgehender Konsens besteht darüber, dass Bernward selbst den Text verfasste und an oder in der Kirche anbringen ließ. Das Memento, um das er darin bittet, ist nicht respektvolle Erinnerung, sondern fürbittendes Gebet um die himmlische Vollendung des Verstorbenen (Memoria). Vielleicht haben die Zahlen Sieben (Zahl der Vollendung) und Neun (Neun Chöre der Engel) in der Textgestaltung Symbolbedeutung.

## Datierung
Inhalt, Sprache, Schriftform und Skulpturtechnik machen eine Entstehung der Tafel im letzten Lebensjahrzehnt Bernwards († 1022), das zugleich die Zeit der intensivsten Bautätigkeit an St. Michael war, wahrscheinlich.